# Scorpio (filme)
Scorpio é um filme americano dirigido por Michael Winner e lançado em 1973.